# David Sinton
David Sinton (26 de junio de 1808 – 31 de agosto de 1900) fue un magnate industrial metalúrgico nacido en el Condado de Armagh, Irlanda, que llegó a ser una de las personas más ricas de los Estados Unidos.

## Semblanza

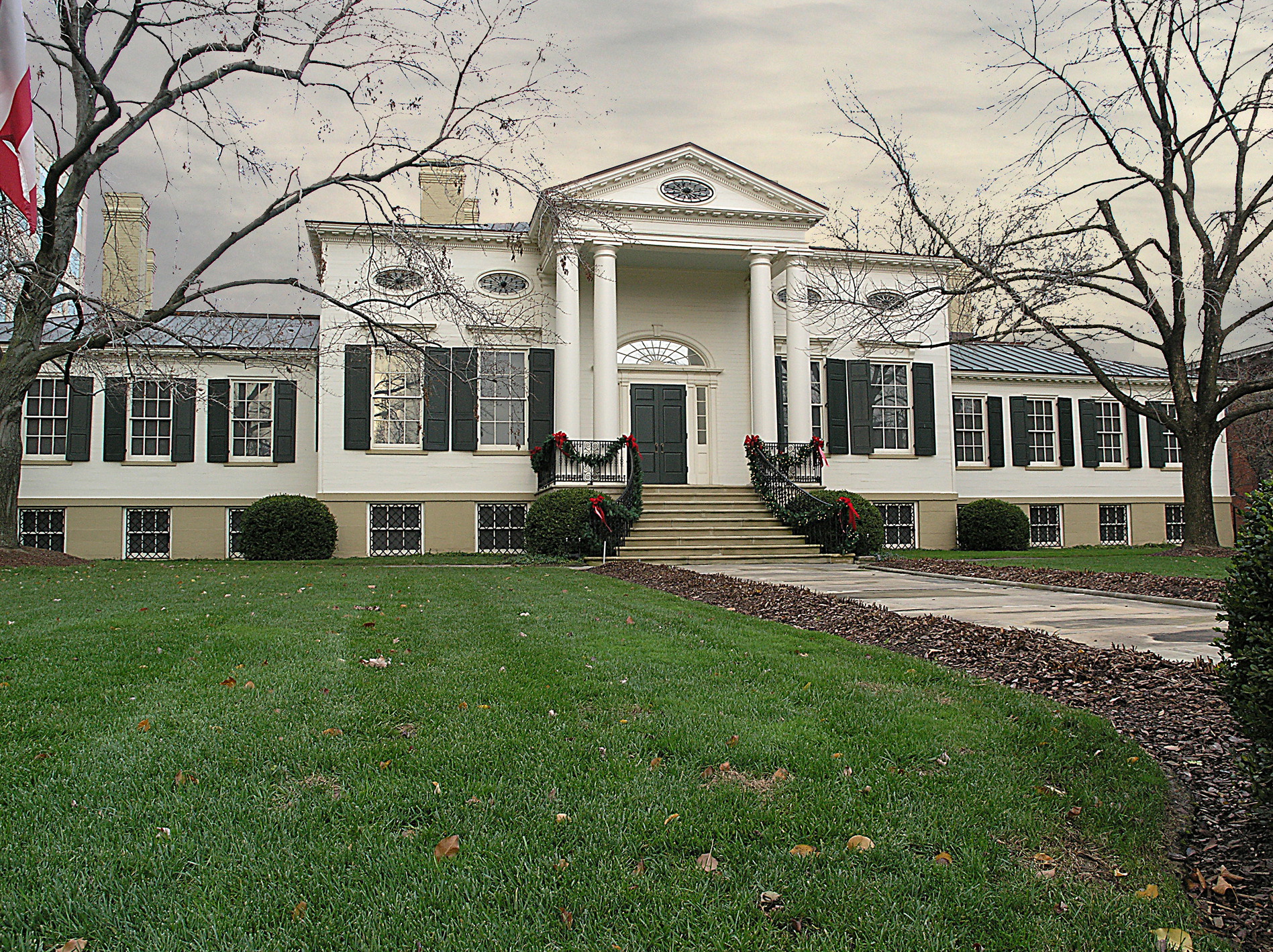
Casa de David Sinton, "uno de los mejores ejemplos de arquitectura Federal en estilo Palladiano".

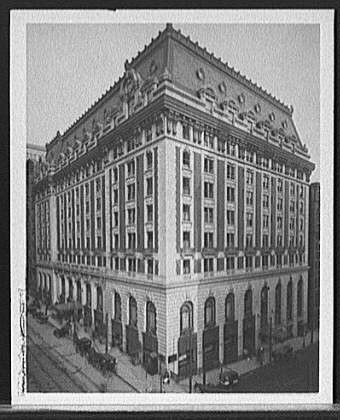
Sinton Hotel (Cincinnati)

Sinton era hijo del fabricante de lino John Sinton, de Unshinagh, (un cuáquero, primo de los industriales y hermanos Thomas Sinton y John Sinton), y de Mary McDonnell. La familia emigró a América desde Irlanda, y se instaló en Pittsburgh cuando David tenía tres años de edad. Tuvo un hermano (el médico William Sinton) y dos hermanas (Isabella Eliza, que nunca dejó Irlanda; y Sarah, casada con el banquero John Sparks).
Hombre de "educación irregular", sus intereses empresariales se centraron en la producción de hierro, instalando sus hornos en el Condado de Lawrence, Ohio. La mayor parte de su fortuna fue acumulada acaparando arrabio de hierro a la espera del comienzo de la Guerra Civil Americana, vendiéndolo a continuación a precios elevados.
Se le ha descrito como "una persona grande y fuerte, con un gran sentido común, solo actuaba basándose en hechos sólidos." 
Su residencia, en Cincinnati, era la antigua mansión Longworth en la calle Pike, construida por Martin Baum a comienzos del siglo XIX. La única hija superviviente de Sinton, Annie, fue esposa de Charles Phelps Taft, editor del Times-Star y hermano de William Howard Taft, cuya campaña presidencial se dice que financió Sinton.
A su muerte, con 93 años de edad, legó propiedades por un valor de 20 millones de dólares (equivalentes a unos 500 millones de 2010) a su hija, siendo por entonces el hombre más rico de Ohio. Su mansión es ahora el Museo de Arte Taft. Durante su vida, Sinton realizó numerosas donaciones filantrópicas dedicadas a las artes y a la Iglesia Presbiteriana, aunque en contraste, la tumba de su propio padre no fue señalada ni con una lápida; "pero David Sinton es más sensato en su generación que aquellos que buscan apuñalar su carácter en tal párrafo [como levantan un sepulcro adornado]. Es uno de los nobles de Dios."
Sinton se casó con Jane Ellison en Union Landing, Ohio. Tuvieron dos hijos: Edward (1848-1869) y Anna Taft (1850-1931). Era bisabuelo del as de la aviación de la Primera Guerra Mundial David Sinton Ingalls.

## Reconocimientos
- La ciudad de Sinton, Texas, lleva este nombre en su honor (dado que era el accionista mayoritario en la Coleman-Fulton Pasture Company)
- El Hotel Sinton, un famoso establecimiento de Cincinnati también porta su nombre[7][8]